# Guava Island
Pour plus de détails, voir Fiche technique et Distribution.
Guava Island est un film musical américain réalisé en 2019 par Hiro Murai (en). C'est son premier long métrage réalisé. Le scénario a été écrit par Stephen Glover (en), il est tiré d'un récit de Donald Glover, Stephen Glover, Ibra Ake, Jamal Olori et Fam Udeorji. Donald Glover et Rihanna jouent respectivement les rôles principaux de Deni et Kofi. Le film a été diffusé en avant-première au Festival de Coachella le 11 avril 2019. Il a ensuite été dévoilé le 13 avril 2019 par Amazon Studios par le biais d'Amazon Prime Video que quiconque pouvait regarder sans abonnement pendant 18 heures avant d'être disponible uniquement pour les abonnés Prime. Au cours de la dernière heure des 18 heures, le film a été diffusé sur la page YouTube de Coachella et sur Twitch. Donald Glover était en tête d'affiche à l'événement en tant que Childish Gambino.

## Synopsis
Un conte folklorique animé raconté par Kofi Novia présente les origines de l'île de goyave et la musique jouée par Deni Maroon, une célébrité locale qui vit avec Kofi. Elle se réveille aux côtés de Deni, qui joue une mélodie à la guitare. Il se précipite hors de chez lui et est accueilli dans la rue par de nombreux passants qui se rendent au travail. Deni organise un festival de musique auquel toute la ville se réjouit. Il est agressé par un groupe d’enfants qu’il connaît et il les convainc de ne pas le voler en leur promettant de prendre place à l’avant du festival. 
Kofi travaille dans une usine en tant que couturière chez Yara, tandis que Deni travaille pour Red Cargo, un magnat des affaires despotique qui emploie la plupart des habitants de l'île. Au travail, un employé explique en détail ce qu’il ferait s’il pouvait émigrer en Amérique, ce que Deni rejette comme un ignorant (This Is America). Deni est kidnappé et conduit au bureau de Red Cargo. Red persuade Deni d’annuler son festival pour qu’il n’interrompe pas sa productivité le lendemain. Quand Deni met en doute son pouvoir, Red détruit sa guitare. 
Il retourne chez Kofi, qui l'interroge sur sa blessure et l'absence de sa guitare. Deni efface sa question et lui donne la chanson qu'il avait promis d'écrire depuis son enfance (Summertime Magic). Deni doit soudainement partir. Plus tard au travail, Kofi dit à Yara qu'elle hésite à dire à Deni qu'elle est enceinte à cause de son style de vie libre. 
Inspiré par deux enfants, Zoila et Mapi (Time), Deni se produit à nouveau à la radio et annonce qu'il sera au festival (Feels Like Summer). Kofi est pris dans une embuscade par Red alors que les deux cherchent Deni; Red demande à Kofi de lui souhaiter bonne chance de sa part. Deni commence le festival tard et interprète une chanson dédiée à Zoila et Mapi ("Saturday"). Kofi repère un homme armé masqué juste avant que ce dernier ouvre le feu sur la scène. Deni s'échappe dans une ruelle, mais le tireur le trouve et l'assassine. 
Red est heureux, mais il découvre ensuite que tous ses employés ont quitté le travail pour se rendre à un joyeux mémorial à thème bleu pour Deni (Die with You) ; Kofi dit à Red qu'ils ont tous finalement « eu leur journée ». Dans un épilogue, Kofi commence à raconter à son enfant une histoire sur la manière dont les rêves deviennent réalité.

## Distribution
- Donald Glover dans le rôle de Deni Maroon, un musicien cubain "déterminé à organiser un festival pour sa communauté insulaire" [3],[4]
- Rihanna dans le rôle de Kofi Novia, la petite amie de Deni et son inspiration musicale
- Letitia Wright - Yara Love
- Nonso Anozie en tant que Red Cargo, « un magnat insulaire louche » dont les intérêts commerciaux sont en conflit avec le festival de Deni
- Betiza Bistmark Calderón - Emani Dune
- Yansel Alberto Monagas Pérez - Coley
- Ayensi Amilgar Jardines Delgado - Dodo
- Karla Talía Pino Piloto - Zoila
- Alain Jonathan Amat Rodriguez - Mapi

## Production
En août 2018, les acteurs et musiciens Donald Glover et Rihanna étaient en train de filmer un projet secret à Cuba intitulé Guava Island tout au long de l'été.[réf. nécessaire]

## Bande originale
La bande-originale du film a été composée par Michael Uzowuru. La bande-son comprend également plusieurs chansons interprétées par Glover en tant que Childish Gambino. 

## Sortie du film
La bande-annonce du film a été dévoilée le 24 novembre au festival PHAROS en Nouvelle-Zélande.  Glover chantait et jouait de la guitare en compagnie de Rihanna, qui joue sa petite amie à l'écran. 
Le 5 avril 2019, des publicités pour Guava Island sont apparues sur Spotify, indiquant que quelque chose se passerait le "samedi soir | 13 avril". Le film a fait ses débuts à Coachella le 11 avril 2019. Ce même week-end, Glover a joué au Coachella Valley Music and Arts Festival. La publicité de 30 secondes est un chant de Glover et se termine par "Je vous verrai au spectacle, tout le monde". En cliquant sur la publicité, cela dirige l'utilisateur sur la playlist Rap Caviar créée par Spotify, qui a été "présentée par Guava Island" pour les utilisateurs de Spotify,. Il a ensuite été révélé que Amazon Studios distribuerait le film, et que Regency Enterprises avait financé le film, et qu'il devait sortir le 13 avril 

## Accueil
Sur Rotten Tomatoes, le film a obtenu un taux de popularité de 77% d'après les critiques de 30 personnes, avec une note moyenne de 6.5 / 10. Sur Metacritic, le score moyen pondéré est de 65 sur 100, basé sur 6 revues, indiquant des critiques « généralement favorables ».    
Dans Rolling Stone, le scénariste de Guava Island, Stephen Glover, frère de Donald, note une relation entre l'intrigue et des thèmes liés à la vie et à la mort récente du rappeur américain Nipsey Hussle. Il discute également de "l'idée du capitalisme en Amérique et de la façon dont cela a laissé les gens de côté au fil des ans. Mais en même temps, il a le pouvoir de vous responsabilisez si vous pouvez le manier. L’idée du capitalisme et de la relation que les Noirs ont en particulier avec le capitalisme nous intéresse beaucoup. " ,